# Lithacodia larentiformis
Lithacodia larentiformis är en fjärilsart som beskrevs av George Francis Hampson 1894. Lithacodia larentiformis ingår i släktet Lithacodia och familjen nattflyn. Inga underarter finns listade i Catalogue of Life.